# Teo Hinrichs
Teo Hinrichs (17 de setembro de 1999) é um jogador de hóquei sobre a grama alemão.

## Carreira
Teo Hinrichs joga pelo Mannheimer HC. Em 2017 foi campeão alemão no hóquei em campo e em 2022 no hóquei indoor.
De 2015 a 2019 disputou 50 partidas internacionais em diversas faixas etárias do setor júnior. Seus maiores sucessos foram o primeiro lugar no Campeonato Europeu Sub-18 em 2016 e o primeiro lugar no Campeonato Europeu Sub-21 em 2019. Em 12 de janeiro de 2018, Hinrichs fez sua estreia pela seleção nacional no Campeonato Europeu de Hóquei Indoor. Hinrichs disputou quatro partidas. A seleção alemã conquistou a medalha de bronze. Ele  jogou sua primeira partida internacional no hóquei em campo em 18 de maio de 2018 contra a Irlanda. Em 2021, Hinrichs fez parte do elenco do Campeonato Europeu de Amstelveen, onde a seleção alemã ficou em segundo lugar. Mas Hinrichs não foi usado.
Ele foi utilizado em todos os sete jogos da Copa do Mundo de 2023 em Bhubaneswar. Após a vitória nas semifinais contra os australianos, os alemães se enfrentaram na final contra a seleção belga, contra a qual os alemães já haviam empatado na fase preliminar. A final também terminou empatada e a seleção alemã venceu nos pênaltis.
Nos Jogos Olímpicos de Verão de 2024, em Paris, conquistou a medalha de prata no torneio masculino do hóquei sobre a grama, após confronto na final contra a equipe holandesa, que venceu nos pênaltis.